# Cine-Teatro Monumental (Lisboa)
O Cine-Teatro Monumental foi um edifício situado na Praça Duque de Saldanha, em Lisboa, Portugal. Inaugurado em 1951 e da autoria do arquiteto Raúl Rodrigues Lima, o espaço modernista funcionava como sala de espetáculos de música, teatro e cinema, tendo fechado portas e sido demolido em 1984. Atualmente, no mesmo local foi erguido um centro comercial com salas de cinema.

## História

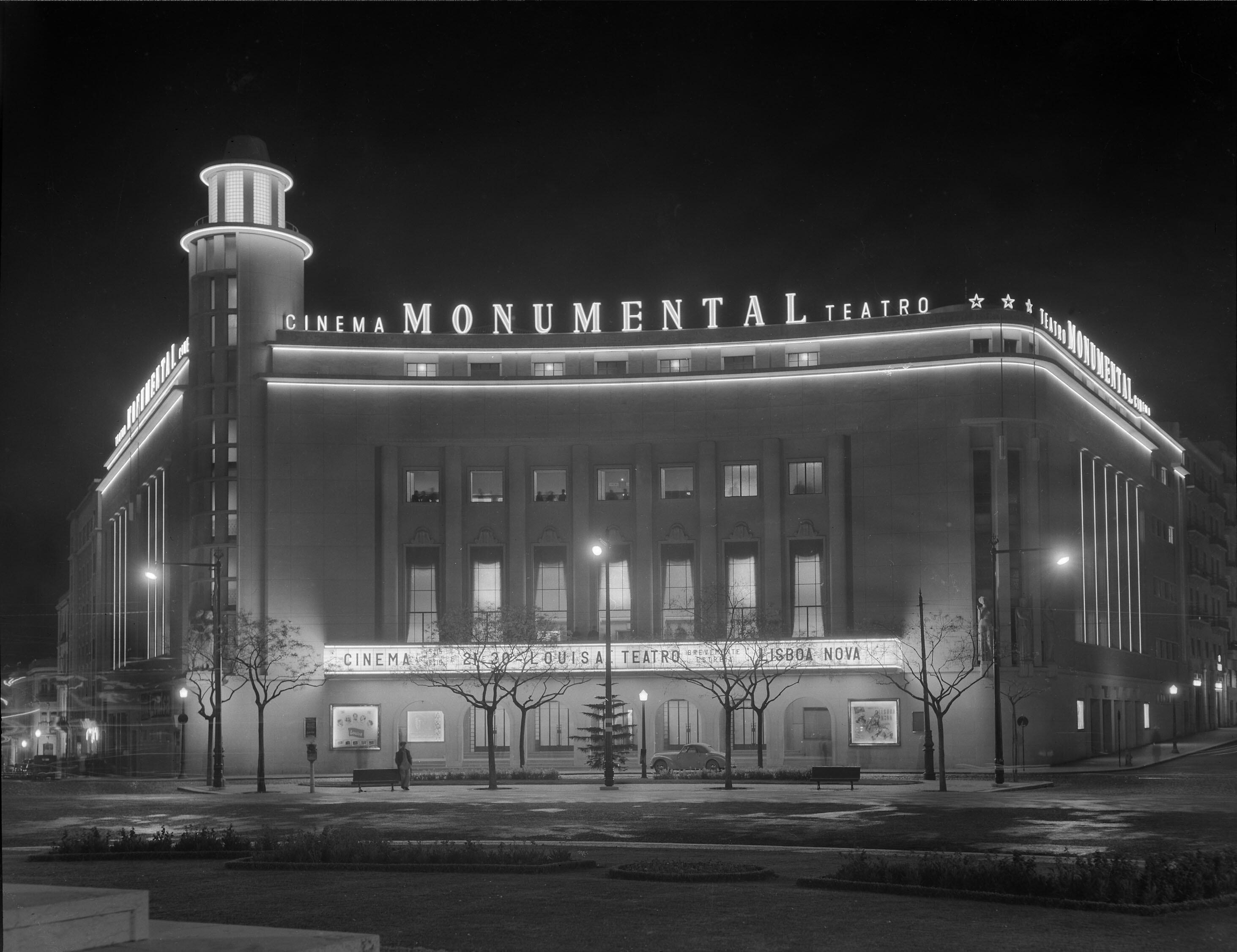
Cine-Teatro Monumental (Lisboa, 1952)

Projetado pelo arquiteto Raúl Rodrigues Lima, o edifício era uma construção representativa da época e estilo arquitetónico do Estado Novo, tendo sido encomendada a sua construção em 1943 por Mário de Figueiredo, então Ministro da Educação Nacional. A estrutura era revestida a pedra e ornamentada num dos cantos com uma grande coluna, encimada por uma esfera armilar. A entrada pública principal, voltada para a Praça Duque de Saldanha, possuía sete portas em arco com acesso direto às bilheteiras, enquanto os artistas e trabalhadores da sala de espectáculos tinham uma entrada exclusiva que se fazia pela Avenida Praia da Vitória. A decoração interna, que esteve a cargo de José Espinho, incluía lustres, grandes escadarias com mármore e apontamentos dourados, dois grandes painéis laterais de Maria Keil e várias esculturas no exterior e no interior de Euclides Vaz. Cada piso possuia um salão ou foyer de acesso exclusivo aos portadores de bilhete para os lugares do cinema e do teatro. O último andar era reservado para a administração e a gerência, existindo também uma uma sala de projeção privada. 
Após a construção, o complexo foi alugado pelo empresário e ator português Vasco Morgado com a intenção de apresentar espetáculos teatrais, operetas e shows de variedades que pudessem atrair um público grande o suficiente para lotar o cine-teatro que englobava uma sala de cinema, com lotação de 1967 lugares, e uma de teatro, com 1086 lugares. A gerência do cinema ficou a cargo de Major Horácio Pimentel, um dos donos da distribuidora cinematográfica Espetáculos Rivus.
Na noite de inauguração, em 8 de novembro de 1951, o filme de estreia foi A Chama e a Flecha (1950) de Jacques Tourneur, com Burt Lancaster e Virginia Mayo, e a primeira apresentação teatral a opereta As três valsas, estrelada por Laura Alves e João Villaret, sendo seguido por um espetáculo de variedades com atuações de Laura Alves, João Villaret e Eugénio Salvador, entre outros. Laura Alves, que era casada com Vasco Morgado e continuou a colaborar com o ex-marido após o fim do casamento, tornou-se numa das artistas mais populares e regulares do Monumental.
Durante os anos 50 e 60, o Cine-Teatro Monumental tornou-se num dos mais respeitados espaços cinematográficos, cujo material de projeção era o mais moderno da época, incluindo Cinemascope, 3D, Todd Ao ou Cinerama, o que lhe permitiu exibir os filmes Os Dez Mandamentos (1956), Doutor Jivago (1965), Hondo (1954), Lawrence da Arábia (1962), My Fair Lady (1964), Guerra das Estrelas (1977) ou 2001: Odisseia no Espaço (1968) com a melhor qualidade no país. Durante o mesmo período, o espaço também tornou-se num importante palco para grandes artistas estrangeiros, como os cantores Charles Aznavour, Sylvie Vartan, Rita Pavone, Chico Buarque e Nara Leão, e jovens grupos portugueses de jazz, yé-yé ou rock and roll, como Os Claves, tendo ainda sido realizadas no cine-teatro várias sessões do "O Grande Concurso de Yé-Yé", organizado pelo jornal O Século.
Na década de 1970, tornou-se cada vez mais difícil atrair públicos lucrativos para um teatro tão grande, tendo sido adicionada uma pequena sala de cinema no último andar, onde antigamente se situava a sala de projeção privada, para fornecer um espaço alternativo à grande sala de cinema. A nova sala, com o nome de Satélite, possuia 208 lugares e exibia filmes de autor. Foi inaugurado com a obra Les choses de la vie (1970), de Claude Sautet, com Romy Schneider no elenco principal.
Em 1982 foi decidido que o complexo fecharia as portas e deveria ser demolido. Apesar dos protestos públicos, dois anos depois, a sala de espetáculos foi demolida e um shopping center com cinema o substituíram. Por sua vez, o novo Cinema Monumental, cuja maior das suas quatro salas de projecção comporta 378 lugares, viu-se obrigado a encerrar em 2019 por se revelar antieconómico, estando em curso obras de reestruturação do local em 2020.